# Sci alpino agli VIII Giochi asiatici invernali - Slalom gigante femminile
La gara dello slalom gigante femminile si è svolta il 23 febbraio 2017 al Sapporo Teine di Sapporo in Giappone. 

## Risultati
| Class | Nome                      | 1° run  | 2° run  | Totale  |
| ----- | ------------------------- | ------- | ------- | ------- |
| 1     | Emi Hasegawa              | 1:11.31 | 1:10.27 | 2:21.58 |
| 2     | Asa Ando                  | 1:13.04 | 1:10.41 | 2:23.45 |
| 3-NC  | Mio Arai                  | 1:14.77 | 1:10.72 | 2:25.49 |
| 4     | Kang Young-seo            | 1:21.02 | 1:11.33 | 2:32.35 |
| 5     | Zanna Farrell             | 1:19.33 | 1:13.43 | 2:32.76 |
| 6     | Yekaterina Karpova        | 1:18.28 | 1:15.24 | 2:33.52 |
| 7     | Ni Yueming                | 1:18.51 | 1:15.86 | 2:34.37 |
| 8     | Noh Jin-soul              | 1:17.74 | 1:16.98 | 2:34.72 |
| 9     | Kong Fanying              | 1:20.96 | 1:16.45 | 2:37.41 |
| 10    | Wang Meixia               | 1:20.89 | 1:17.24 | 2:38.13 |
| 11    | Liu Yang                  | 1:21.91 | 1:18.57 | 2:40.48 |
| 12    | Olga Paliutkina           | 1:23.63 | 1:18.12 | 2:41.75 |
| 13    | Sadaf Saveh-Shemshaki     | 1:23.91 | 1:19.07 | 2:42.98 |
| 14    | Forough Abbasi            | 1:26.18 | 1:20.94 | 2:47.12 |
| 15    | Carlie Iskandar           | 1:29.08 | 1:24.61 | 2:53.69 |
| 16    | Aanchal Thakur            | 1:29.05 | 1:27.29 | 2:56.34 |
| 17    | Sofia Fayad               | 1:31.32 | 1:26.28 | 2:57.60 |
| 18    | Sandhya Thakur            | 1:41.65 | 1:32.72 | 3:14.37 |
| 19    | Varsha Devi               | 1:40.51 | 1:37.06 | 3:17.57 |
| 20    | Darikha Muratalieva       | 1:49.22 | 1:41.25 | 3:30.47 |
| 21    | Ifrah Wali                | 1:52.99 | 1:49.40 | 3:42.39 |
| 22    | Sara Sukhtian             | 2:02.25 | 1:57.16 | 3:59.41 |
| 23    | Fatima Sohail             | 2:01.96 | 1:59.90 | 4:01.86 |
| 24    | Zainab Sohail             | 2:09.15 | 2:02.53 | 4:11.68 |
| 25    | Jargalsürengiin Tögszayaa | 2:18.35 | 2:17.64 | 4:35.99 |
| —     | Gim So-hui                | 1:14.17 | DNF     | DNF     |
| —     | Sangita Lama              | 2:11.91 | DNF     | DNF     |
| —     | Gayatri Devi              | 2:11.64 | DNF     | DNF     |
| —     | Huang Pei-chen            | 1:40.10 | DSQ     | DSQ     |
| —     | Rim Seung-hyun            | DNF     |         | DNF     |
| —     | Umama Wali                | DNF     |         | DNF     |